# Hermann Schlittgen

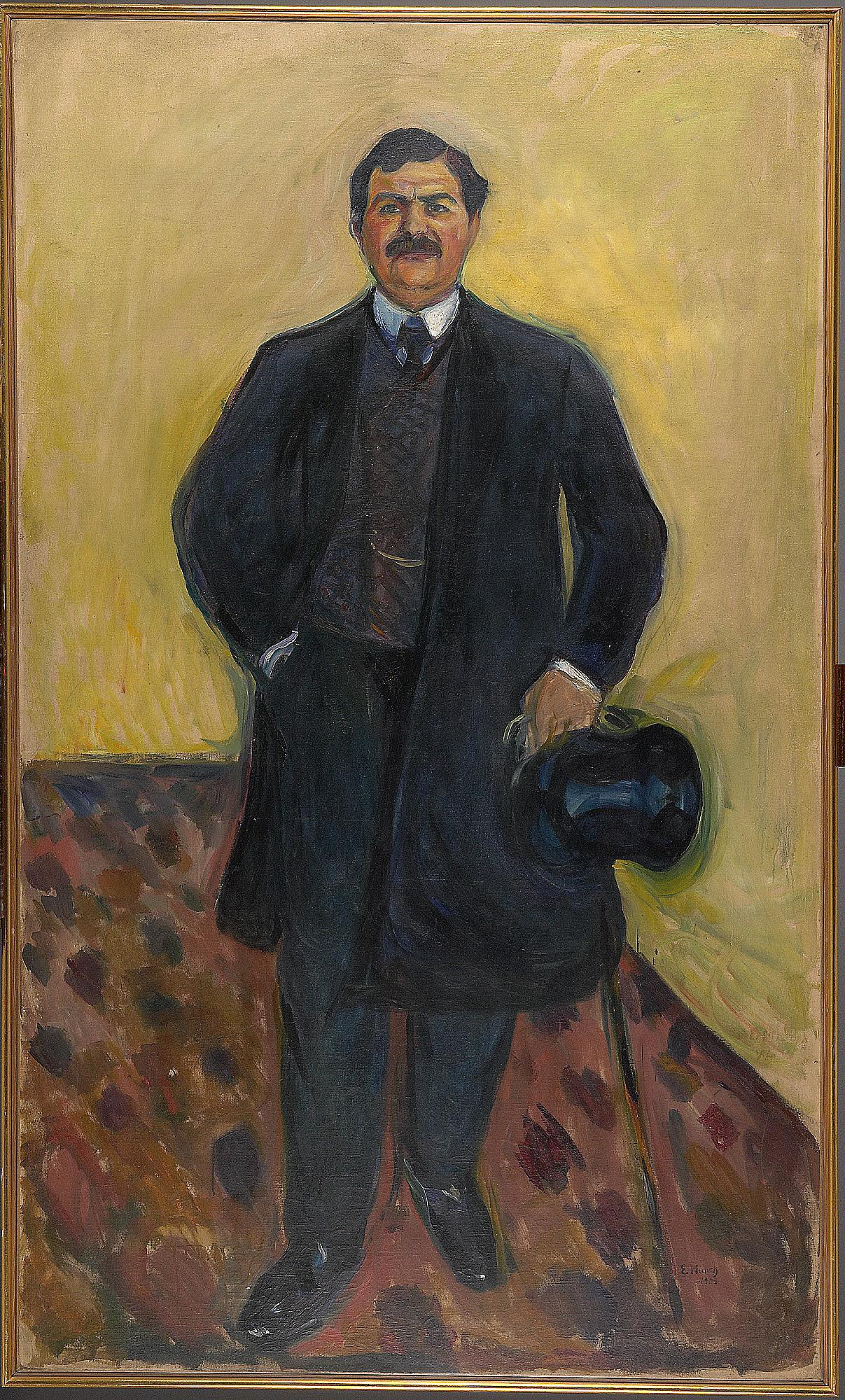
Porträt, von Edvard Munch

Hermann Schlittgen (* 23. Juni 1859 in Roitzsch; † 8. Juni 1930 in Wasserburg am Inn) war ein deutscher Maler.

## Leben
Schlittgens Eltern starben 1866 an Cholera und er wuchs bei seinem Onkel auf. Sein Lehrer Wilhelm Viole erkannte früh die künstlerische Begabung Schlittgens und förderte ihn. Als 14-Jähriger begann Schlittgen ein Studium in der Königlichen Kunstakademie in Leipzig, wo er Unterstützung durch den Verein zur Unterstützung unbemittelter talentvoller Knaben erhielt. Nach Beendigung des Studiums 1876 fand Schlittgen eine Anstellung beim Direktor der Leipziger Akademie, Ludwig Nieper, als dessen Faktotum. Arbeiten als Illustrator für verschiedene Publikationen erbrachten ihm nur einen geringen Verdienst und Schlittgen verschuldete sich. Er überwarf sich mit seinem Onkel und kam nach kurzen Aufenthalten in Berlin und weiterem Studium an der Kunstschule Weimar bei Theodor Hagen nach München. Dort illustrierte er die Fliegenden Blätter. Hier machte er auch Bekanntschaft mit Stefan George, der ihn sehr schätzte und den er porträtierte.
Nach Aufenthalten in Flandern im Oktober 1884 ging er nach Paris und wurde Schüler in der privaten Académie Julian bei Jules-Joseph Lefebvre. In den Folgejahren pendelte Schmittgen ständig zwischen Flandern, Paris, München und Berlin. 1886 wurde sein Sohn „Muckel“ in Paris geboren. Er trat als Maler in der Pariser Weltausstellung 1889 zum ersten Mal hervor und wurde für sein Bild Die Glasbläser von Kramsach ausgezeichnet.
1890 kehrte Schlittgen nach München zurück und nahm dort seinen festen Wohnsitz. Während mehrerer Reisen nach Berlin machte er die Bekanntschaft mit Edvard Munch, die ihn sehr prägte. Auch lernte er Gerhart Hauptmann und August Strindberg kennen. 1892 war er Mitbegründer der Münchner Secession. Viele Jahre litt Schlittgen an einem Augenleiden, konnte so seiner Arbeit nicht nachgehen und begab sich deshalb von 1893 bis 1900 auf verschiedene Reisen durch Europa. Auf der dritten Jahresausstellung des Deutschen Künstlerbundes im Großherzoglichen Museum in Weimar, erhielt Schlittgen für ein Porträt seines Sohnes 1906 den Villa-Romana-Preis. In der 1905 von dem Leipziger Maler Max Klinger mit privaten Mitteln aus dem Kreise seiner Künstlerfreunde erworbenen klassizistische Villa am Stadtrand von Florenz verbrachte Schlittgen als Stipendiat und neues DKB-Mitglied ein Jahr, wo er mit seiner Familie zurückgezogen arbeiten konnte.
1918 zog Schlittgen 61-jährig nach Wasserburg am Inn. Sich gänzlich der Malerei widmend verbrachte er viele Jahre in dieser Stadt und trug zum kunsthistorischen Bild bei. Am 8. Juni 1930 verstarb Schlittgen und hinterließ in Wasserburg ein zeichnerisches und malerisches Werk. 1937 fand eine Sonderschau im Bitterfelder Museum statt, in der nicht nur einige Arbeiten Hermann Schlittgens gezeigt wurden, sondern auch seinem frühen Lehrer und Förderer Wilhelm Viole ein Platz für dessen Werke eingeräumt wurden.

## Ehrungen und posthume Ausstellungen
- 1931 gab es in der Münchener Galerie Heinemann eine erste Gedächtnisausstellung. Gezeigt wurden 50 Arbeiten in verschiedenen malerischen, grafischen und zeichnerischen Techniken.[5]
- 1937 fand eine Sonderschau im Bitterfelder Museum statt, in der nicht nur einige Arbeiten Hermann Schlittgens gezeigt wurden, sondern auch seinem frühen Lehrer und Förderer Wilhelm Viole ein Platz für dessen Werke eingeräumt wurden.

In Wasserburg wurde nach ihm eine Straße benannt.
In seinem Geburtsort Roitzsch (Sandersdorf-Brehna / Sachsen-Anhalt) ist ebenfalls zu seinen Ehren eine Straße nach ihm benannt.